# Kalimacan
Kalimacan is een bestuurslaag in het regentschap Sragen van de provincie Midden-Java, Indonesië. Kalimacan telt 2666 inwoners (volkstelling 2010).